# SsangYong C200
Le C200 est un concept car de crossover du constructeur automobile sud-coréen SsangYong présenté en trois versions.

## Présentation
La SsangYong C200 est dessinée par Giugiaro. Elle est présentée au Mondial de l'automobile de Paris 2008.
Puis en avril 2009, le constructeur présente au salon de Séoul deux versions du concept car C200 : la C200 Aero et la C200 Eco.

## Caractéristiques techniques
Le concept car C200 (2008) est équipé d'un moteur Diesel 2 litres de 175 ch.
La version C200 Aero reprend le même moteur diesel ou peut recevoir un moteur essence 1,8 litre. Quant à la version C200 Eco, elle est hybride diesel avec le même bloc associé à un moteur électrique.